# Rakovec nad Ondavou
Rakovec nad Ondavou és un poble i municipi d'Eslovàquia. Es troba a la regió de Košice, a l'est del país.

## Història
La primera referència escrita de la vila data del 1266.

## Demografia
| Godina             | 1994 | 2004   | 2014   | 2024   |
| ------------------ | ---- | ------ | ------ | ------ |
| Nombre de persones | 1090 | 1086   | 1042   | 1015   |
| Diferència         |      | −0,36% | −4,05% | −2,59% |

| Godina             | 2023 | 2024   |
| ------------------ | ---- | ------ |
| Nombre de persones | 1009 | 1015   |
| Diferència         |      | +0,59% |